# Three Sides Live Encore Tour
Die Three Sides Live Encore Tour war eine Tournee der britischen Progressive-Rock-Band Genesis, die zur Promotion ihres Livealbums Three Sides Live diente. Zwischen August und Oktober 1982 machte die Tournee Station in Nordamerika und Europa. Den Höhepunkt der Tour bildete das Abschlusskonzert am 2. Oktober 1982 in Milton Keynes, bei dem Genesis zum ersten Mal seit 1975 in der klassischen Fünferbesetzung mit Peter Gabriel und Steve Hackett spielten.

## Hintergrund
Im Anschluss an die Veröffentlichung von Three Sides Live gingen Genesis zwischen August und Oktober 1982 auf eine Tournee, um das Album zu promoten. Es war das erste und bis heute einzige Mal in ihrer Karriere, dass Genesis ein Livealbum mit einer Tournee bewarben. Da bei der vorherigen Tournee zum letzten Studioalbum Abacab die Songs dieses Albums zumeist nicht gut vom Publikum aufgenommen worden waren, entschlossen sich Genesis für diese Tour mehr ältere Songs in die Setlist aufzunehmen. So spielten sie beispielsweise anlässlich des zehnjährigen Jubiläums des Albums Foxtrot (1972) den Klassiker Supper’s Ready in voller Länge, außerdem einen Ausschnitt aus Watcher of the Skies (im Medley mit The Lamb Lies Down on Broadway.) Zudem war es ein Anliegen von Genesis in Ländern zu spielen, in denen sie seit Jahren keine Konzerte mehr gegeben hatten (so beispielsweise in Dänemark und Italien, wo sie zuletzt 1975 gastiert hatten.)
Für Genesis-Shows ungewöhnlich gab es während dieser Tour auch mehrere Gastauftritte anderer Musiker, die in Verbindung mit der Gruppe standen. Bei den Shows in Los Angeles und New York City wurde die Band bei den Songs Paperlate und No Reply At All von den Phenix Horns, der Bläsergruppe der Gruppe Earth, Wind and Fire, begleitet, in Los Angeles kam zudem Schlagzeuger Bill Bruford zu den Zugaben auf die Bühne (Bruford hatte Genesis bereits auf deren A Trick of the Tail Tour im Jahr 1976 als Live-Drummer begleitet.) Bruford spielte außerdem mit King Crimson als Vorgruppe für Genesis bei deren Show in Hamburg. 
Ein Geheimkonzert gaben Genesis am 27. September 1982 unter dem Namen „The Garden Wall“ im Londoner Marquee Club („The Garden Wall“ war in den 60ern der Name einer gemeinsamen Schülerband von Peter Gabriel und Tony Banks, aus der später Genesis hervorgingen.)
Den Abschluss und den für viele Fans absoluten Höhepunkt dieser Tournee bildete die Show am 2. Oktober 1982 in der Milton Keynes Bowl. Unter dem Namen Six of the Best kam es dort zu einer bis heute einmaligen Reunion der klassischen Besetzung mit Peter Gabriel und Steve Hackett (letzterer spielte aus terminlichen Gründen jedoch nur bei den Zugaben.) Die Einnahmen dieses Konzerts kamen dem von Gabriel ins Leben gerufenen und finanziell angeschlagenen WOMAD-Projekt zugute.

## Setlist

### Beispiel-Setlist
- Dance on a Volcano
- Behind the Lines
- Follow You Follow Me
- Dodo/Lurker
- Abacab
- No Reply at All
- Paperlate
- Supper’s Ready
- Misunderstanding
- Who Dunnit?
- In the Cage
- Medley (The Cinema Show/Riding the Scree/The Colony of Slippermen)
- Afterglow
- Turn It On Again
- Drum Duet
- Los Endos

Zugaben:
- The Lamb Lies Down on Broadway
- Watcher of the Skies (excerpt)
- I Know What I Like (In Your Wardrobe)

### Setlist 'Six of the Best' (2. Oktober 1982)
- Back in N.Y.C.
- Dancing with the Moonlit Knight (intro)
- The Carpet Crawlers
- Firth of Fifth
- The Musical Box
- Solsbury Hill
- Turn It On Again
- The Lamb Lies Down on Broadway
- Fly on a Windshield
- Broadway Melody of 1974
- In the Cage
- Supper's Ready
- I Know What I Like (In Your Wardrobe)

Zugabe:
- The Knife

## Tourdaten
| Nr.                 | Datum               | Stadt               | Land                | Veranstaltungsort                     | Anmerkungen                                            |
| Leg 1 – Nordamerika | Leg 1 – Nordamerika | Leg 1 – Nordamerika | Leg 1 – Nordamerika | Leg 1 – Nordamerika                   | Leg 1 – Nordamerika                                    |
| ------------------- | ------------------- | ------------------- | ------------------- | ------------------------------------- | ------------------------------------------------------ |
| 1                   | 1. August 1982      | Peoria              | Vereinigte Staaten  | Civic Center                          |                                                        |
| 2                   | 2. August 1982      | Hoffman Estates     | Vereinigte Staaten  | Poplar Creek Music Theater            |                                                        |
| 3                   | 3. August 1982      | Hoffman Estates     | Vereinigte Staaten  | Poplar Creek Music Theater            |                                                        |
| 4                   | 6. August 1982      | Berkeley            | Vereinigte Staaten  | William Randolph Hearst Greek Theatre |                                                        |
| 5                   | 7. August 1982      | Berkeley            | Vereinigte Staaten  | William Randolph Hearst Greek Theatre |                                                        |
| 6                   | 8. August 1982      | Berkeley            | Vereinigte Staaten  | William Randolph Hearst Greek Theatre |                                                        |
| 7                   | 9. August 1982      | Inglewood           | Vereinigte Staaten  | The Forum                             |                                                        |
| 8                   | 10. August 1982     | Inglewood           | Vereinigte Staaten  | The Forum                             |                                                        |
| 9                   | 11. August 1982     | Phoenix             | Vereinigte Staaten  | Arizona Veterans Memorial Coliseum    |                                                        |
| 10                  | 13. August 1982     | Dallas              | Vereinigte Staaten  | Reunion Arena                         |                                                        |
| 11                  | 14. August 1982     | Houston             | Vereinigte Staaten  | The Summit                            |                                                        |
| 12                  | 15. August 1982     | Oklahoma City       | Vereinigte Staaten  | Myriad Convention Center              |                                                        |
| 13                  | 16. August 1982     | St. Louis           | Vereinigte Staaten  | Checkerdome                           |                                                        |
| 14                  | 18. August 1982     | Clarkston           | Vereinigte Staaten  | Pine Knob Music Theatre               |                                                        |
| 15                  | 19. August 1982     | Columbia            | Vereinigte Staaten  | Merriweather Post Pavilion            |                                                        |
| 16                  | 21. August 1982     | Philadelphia        | Vereinigte Staaten  | John F. Kennedy Stadium               |                                                        |
| 17                  | 22. August 1982     | New York City       | Vereinigte Staaten  | West Side Tennis Club at Forest Hills |                                                        |
| 18                  | 23. August 1982     | New York City       | Vereinigte Staaten  | West Side Tennis Club at Forest Hills |                                                        |
| 19                  | 25. August 1982     | New Haven           | Vereinigte Staaten  | Veterans Memorial Coliseum            |                                                        |
| 20                  | 26. August 1982     | Saratoga Springs    | Vereinigte Staaten  | Saratoga Performing Arts Center       |                                                        |
| 21                  | 27. August 1982     | Rochester           | Vereinigte Staaten  | Community War Memorial                |                                                        |
| 22                  | 28. August 1982     | Toronto             | Kanada              | Exhibition Stadium                    |                                                        |
| 23                  | 29. August 1982     | Montréal            | Kanada              | Stade de Parc Jarry                   |                                                        |
| Leg 2 – Europa      |                     |                     |                     |                                       |                                                        |
| 24                  | 3. September 1982   | Genf                | Schweiz             | Stade des Charmilles                  |                                                        |
| 25                  | 4. September 1982   | Fréjus              | Frankreich          | Les Arènes                            |                                                        |
| 26                  | 6. September 1982   | Pisa                | Italien             | Studi Tirrenia                        |                                                        |
| 27                  | 7. September 1982   | Rom                 | Italien             | PalaEUR                               |                                                        |
| 28                  | 8. September 1982   | Rom                 | Italien             | PalaEUR                               |                                                        |
| 29                  | 10. September 1982  | Hamburg             | Deutschland         | Wilhelm-Koch-Stadion                  |                                                        |
| 30                  | 12. September 1982  | Stockholm           | Schweden            | Johanneshovs Isstadion                |                                                        |
| 31                  | 13. September 1982  | Brøndby             | Danemark            | Brøndby Hallen                        |                                                        |
| 32                  | 14. September 1982  | Göteborg            | Schweden            | Scandinavium                          |                                                        |
| 33                  | 16. September 1982  | Brüssel             | Belgien             | Forest National                       |                                                        |
| 34                  | 18. September 1982  | St. Austell         | England             | Cornwall Coliseum                     |                                                        |
| 35                  | 19. September 1982  | Shepton Mallet      | England             | Showering Pavilion                    |                                                        |
| 36                  | 20. September 1982  | Birmingham          | England             | National Exhibition Centre            |                                                        |
| 37                  | 21. September 1982  | Birmingham          | England             | National Exhibition Centre            |                                                        |
| 38                  | 22. September 1982  | Deeside             | Wales               | Leisure Centre                        |                                                        |
| 39                  | 23. September 1982  | Leeds               | England             | Queens Hall                           |                                                        |
| 40                  | 24. September 1982  | Edinburgh           | Schottland          | Royal Highland Centre                 |                                                        |
| 41                  | 25. September 1982  | Edinburgh           | Schottland          | Royal Highland Centre                 |                                                        |
| 42                  | 27. September 1982  | London              | England             | Marquee Club                          | Geheimkonzert als „The Garden Wall“                    |
| 43                  | 28. September 1982  | London              | England             | Hammersmith Odeon                     |                                                        |
| 44                  | 29. September 1982  | London              | England             | Hammersmith Odeon                     |                                                        |
| 45                  | 30. September 1982  | London              | England             | Hammersmith Odeon                     |                                                        |
| 46                  | 2. Oktober 1982     | Milton Keynes       | England             | Concert Bowl                          | „Six of the Best“ with Peter Gabriel and Steve Hackett |

## Band
- Tony Banks: Keyboards, Hintergrundgesang
- Phil Collins: Gesang, Schlagzeug, Percussion
- Mike Rutherford: Bass, Gitarre, Hintergrundgesang
- Daryl Stuermer: Gitarre, Bass
- Chester Thompson: Schlagzeug, Percussion